# Luz Pozo Garza
Luz Pozo Garza (Ribadeo, 21 de julio de 1922 – La Coruña, 20 de abril de 2020), fue una escritora, crítica literaria y poeta española, una de las más destacadas de la literatura gallega de la segunda mitad del siglo XX, renovadora tanto en la forma como en la temática abordada.

## Trayectoria
Hija de Gonzalo Pozo y Pozo, inspector veterinario y militante de Izquierda Republicana y de Luz Garza Feijoo, profesora políglota, hasta los siete años (1929) vive en Ribadeo, donde comienza a estudiar con Prieto Coussent, más tarde vive en Viveiro hasta el verano de 1936. A los catorce años, a causa de la Guerra civil española y cuya persecución su padre, cofundador del Partido Republicano Socialista Radical en Viveiro, fue detenido y encarcelado en los sótanos del edificio de la radio local de Lugo, se trasladó con su madre y sus hermanos a vivir a un hostal de la calle Bispo Aguirre de esa ciudad hasta finales de 1938. A los 15 años comenzó a colaborar con Radio Lugo. Ya con su padre liberado, y con la ayuda del tío Román del Pozo y del Pozo, funcionario de Hacienda en Tetuán, se fueron a vivir a Larache (Protectorado Español de Marruecos). Su único hermano varón, Gonzalo, movilizado por la selección, murió en el Hospital Militar de Jaca en 1939, a los veinte años.  
Regresaron a Viveiro en 1940. Durante esos años de posguerra completó el bachillerato. Realizó estudios musicales de solfeo, piano, violín y laúd que dejaron una huella única en su poética, estudios magisteriales y filología románica. Se casó en mayo de 1944 con un profesor suyo en la academia Minerva, Francisco Vázquez Ramudo, entonces alcalde de Viveiro de 1957 a 1963, y tuvo un hijo, Gonzalo (1945), y dos hijas, Mónica (1959) y Luz (1962). Fue a la Universidad de Oviedo a estudiar letras, siendo alumno de Carmen Bobes y Emilio Alarcos Llorach y licenciándose en Filosofía y Letras en 1963. Inició su andadura literaria primero en castellano, para optar exclusivamente por el gallego en los años ochenta. 
Sus obras fueron publicadas en Las Riberas del Eo, La Noche, Poesía Española, Ísula, Vida Gallega, Ateneo Ferrolán y Galeuzca. Según el mismo autor, Dionisio Gamallo, fue su mentor. Frecuentó el trato con los poetas Luis Pimentel y Eduardo Moreiras, a quienes conoció en 1948 y con quien se casó por segunda vez en 1982, tras divorciarse de su primer marido. El fallecimiento de Moreiras, en 1991, le afectó profundamente. 
Desarrolló una larga carrera como profesora de lengua y literatura castellana en institutos de secundaria de Badajoz (durante muy poco tiempo), Corcubión (como directora), La Coruña y Vigo, jubilándose en 1987 en el Instituto Nigrán. Entre 1975 y 1976 codirigió Nordés: revista de poesía y crítica junto a Tomás Barros (aunque tuvo que figurar como subdirectora debido a la fuerte discriminación de género del franquismo). También impulsó la creación de la revista Clave Orión, que se lanzó en 1995.
Formó parte de lo que se denominó como “promoción enlace”, situada entre la generación del 36 y la generación de las Fiestas Minerva, donde Ramón González-Alegre, Faustino Rey, Antón Tovar, Tomás Barros, Xavier Costa Clavell, Eliseo Alonso, Manuel Cuña Novás, María do Carme Kruckenberg, Xosé Neira Vilas, José Ángel Valente, Manuel Blanco Mariño y Antón Santamarina Delgado.
Fue Académica Correspondiente de la Real Academia Gallega desde 1950. A propuesta de Jésús Alonso Montero, Carlos Casares Mouriño|Carlos Casares y Salvador García-Bodaño, se convirtió en componente de pleno derecho el 29 de noviembre de 1996, siendo la segunda mujer en hacerlo (después de Olga Gallego), pronunciando el discurso titulado Diálogos con Rosalía, contestado por Alonso Montero. Fue vicesecretaria de la institución de 1997 a 2001, la única mujer que ocupó un cargo directivo durante la presidencia de Francisco Fernández del Riego. Formó parte y fue directora del PEN Clube de Galicia.
La poesía de Luz Pozo bebió con frecuencia de la fuente de Rosalía de Castro. Su libro más conocido, Códice Calixtino, compuesto por poemas escritos básicamente en los años ochenta, publicado por primera vez en 1986 en Sotelo Blanco, en la colección Leliadoura, es una obra de plenitud en la que confluyen luces y sombras, pasión y melancolía. Juntos, vida y muerte, tradición y modernidad, a través de una expresión íntima, una obra para una literatura en la que Luz Pozo es confluencia de generaciones y creadora de una nueva y viva forma de sentir la poesía. El comienzo del siglo|XXI fue también para la escritora un momento de exploración de la inspiración gaélica, una conexión literaria a la que llegó por motivos familiares, reflejada en As arpas de Iwerddon (Linteo 2005).
Ha publicado numerosos trabajos sobre Rosalía de Castro, Ramón Otero Pedrayo, Alfonso Daniel Rodríguez Castelao, Rafael Dieste, Manuel Antonio, Xosé Luis Franco Grande, Álvaro Cunqueiro, Tomás Barros, Martín Codax y Luis Seoane que fueron publicados en Grial y Nordés sobre todo.
Dio conferencias en las Universidades de Berlín, Heidelberg, Trier y Bruselas y participó en diferentes congresos y seminarios nacionales e internacionales.
Luz Pozo fue, según Rosario Álvarez Blanco, "una voz ilustre de nuestra poesía desde la publicación de su primer poemario en gallego, O paxaro na boca (1952), que inauguró la colección Xistral". En su obra posterior, Luz Pozo aporta una poesía llena de sensualidad y profundidad, en la que se entrecruzan el amor, la inquietud existencial, la patria, la libertad y hasta la muerte, componiendo textos de sublime autenticidad y madurez.
Murió como decana de la poesía gallega, a los 97 años, el lunes 20 de abril de 2020, en La Coruña, ciudad en la que residía desde finales de los años ochenta.

## Obra en gallego

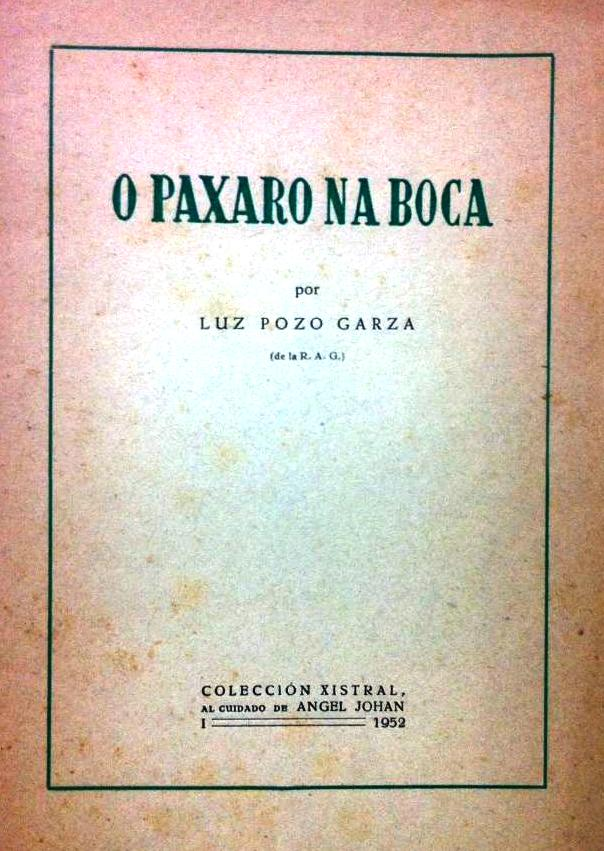
O paxaro na boca, Colección Xistral, 1952.

### Poesía

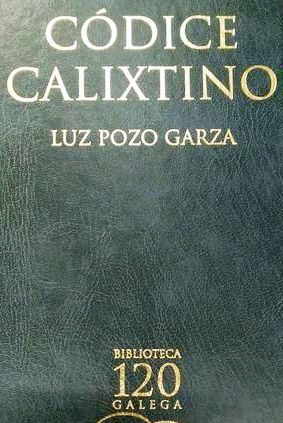
Códice calixtino en la Biblioteca Galega 120.

- 1 O paxaro na boca, 1952, Colección Xistral
- 2 Últimas palabras / Verbas derradeiras. Colección Xistral.6, La Coruña: Nordés. Versión gallega autotraducida del original en castellano.
- Concerto de outono, 1981, Ediciós do Castro.
- 3 Códice calixtino, 1986, Sotelo Blanco Edicións, 1986[2]
- Prometo a flor de loto, 1992, Diputación Provincial de La Coruña.
- 4 Vida secreta de Rosalía, 1996, Espiral Maior.
- 5 Ribadeo, Ribadeo, 2002, Junta de Galicia.
- Medea en Corinto, 2003, Linteo, edición bilingüe gallego-castellano.
- Historias fidelísimas: poesía selecta 1952-2003, 2003, PEN Clube de Galicia.
- Memoria solar (obra poética íntegra), 2004, Linteo.
- As arpas de Iwerddon, 2005, Linteo.
- As vodas palatinas, 2005, Espiral Maior.
- Deter o día cunha flor, 2009, Baía Edicións. Con ilustraciones de José Valentín.
- Rosa tántrica, 2016, Alvarellos.

Sus poemas han sido traducidos al español, portugués, catalán, francés, inglés, alemán, húngaro, ruso y japonés.

### Ensayo
- A bordo de "Barco sin luces" ou o mundo poético de Luís Pimentel, 1990, Sotelo Blanco. Edición corregida y ampliada en el 2011, publicada en Alvarellos.
- Álvaro Cunqueiro e "Herba aquí ou acolá", 1991, Galaxia.
- Galicia ferida: a visión de Luís Seoane, 1994, Edicións do Castro.
- Diálogos con Rosalía, 1996, Real Academia Gallega.
- Ondas do mar de Vigo: erotismo e conciencia mítica nas cantigas de amigo, 1996, Gusanillo Mayor.
- Tres poetas medievais da ría de Vigo, 1998, Galaxia.

### Antologías y obras colectivas

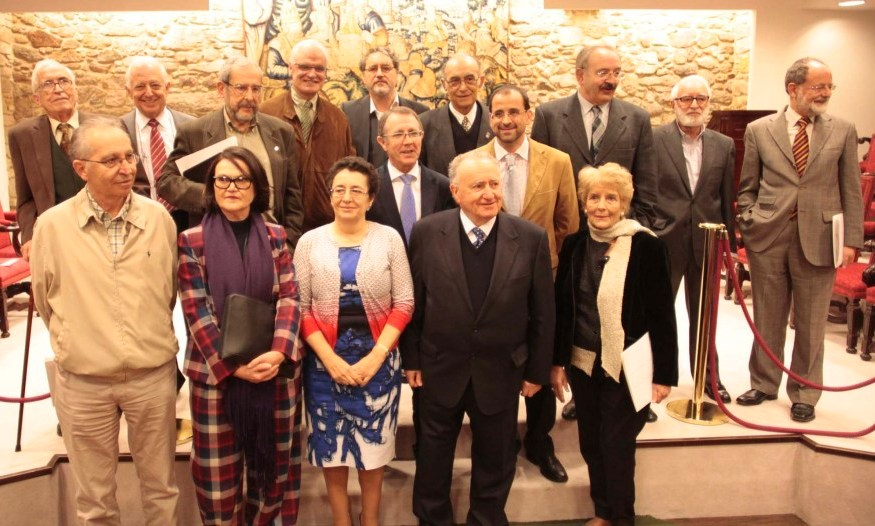
Plenario de la RAG en 2013.

- Antoloxía da poesía galega actual. Nordés, 1978, Edicións do Castro.
- I Festival de Poesía no Condado, 1981, S. C. D. Condado.
- Antologia poética. Cancioneiro rosaliano, 1985, Guimarães Editores.
- Os escritores lucenses arredor de Ánxel Fole, 1986, Ayuntamiento de Lugo.
- Daquelas que cantan. Rosalía na palabra de once escritoras galegas, 1997, Fundación Rosalía de Castro.
- Tres poetas medievais da Ría de Vigo: Martín Codax, Mendiño e Johán de Cangas, 1998, Galaxia.
- A poesía é o gran milagre do mundo, 2001, PEN Clube de Galicia.
- Poetas e narradores nas súas voces. I, 2001, Consello da Cultura Galega.
- Antoloxía consultada da poesía galega 1976-2000, 2003, Tris Tram. Por Arturo Casas.
- Carlos Casares. A semente aquecida da palabra, 2003, Consello da Cultura Galega.
- Negra sombra. Intervención poética contra a marea negra, 2003, Espiral Maior.
- Poemas de amor. Xeración dos 50, 2004, Tórculo. Por Maximino Cacheiro Varela.
- Son de poesía, 2005, Edições Fluviais, Lisboa.
- Amor en feminino: antoloxía das poetas galegas de Rosalía á Xeración dos 80, 2006, Baía Ediciones. Edición de Maximino Cacheiro Varela.
- Poemas pola memoria (1936-2006), 2006, Junta de Galicia.
- Poemas coruñeses: antoloxía de textos poéticos dos séculos XIX e XX sobre a Coruña, 2008, Espiral Maior.
- Actas do Congreso Manuel María. Literatura e Nación, 2009, Fundación Manuel María.
- Erato bajo la piel del deseo, 2010, Sial Ediciones.
- Poemas para Carmen Blanco, 2010, Libros da Cebra.
- Poetas con Valente, 2010, Universidad de Santiago de Compostela.
- To The Winds Our Sails, 2010, Salmon Poetry. Traducción del gallego al inglés.
- Tamén navegar, 2011, Editorial Toxosoutos.
- Cartafol de soños. Homenaxe a Celso Emilio Ferreiro no seu centenario (1912-2012), 2012, A. C. Alexandre Bóveda.
- Unha cesta de pombas e mazás. Homenaxe a Isaac Díaz Pardo, 2013, Academia Real Isaac Díaz Pardo.
- De Cantares Hoxe. Os Cantares gallegos de Rosalía de Castro no século XXI, 2015, Fundación Rosalía de Castro/Radio Gallega.

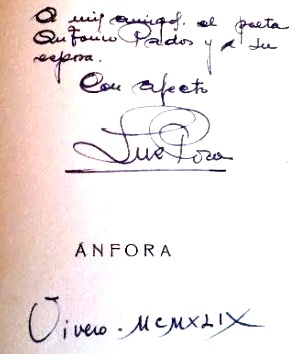
Dedicatoria de Luz Pozo en un ejemplar de Ánfora.

### Himnos
Compuso la letra del Himno del Congreso Eucarístico de Vivero, arreglado por Hernán Naval para la ocasión del homenaje a la Virgen de los Remedios hecha en la década de 1990.

## Obra en castellano

### Poesía
- Ánfora, 1948, Vigo.
- El vagabundo, 1952, Ribadeo.
- Cita en el viento, 1962, edición de la autora, Vivero.
- Últimas palabras / Verbas derradeiras, 1976. La Coruña: Noreste.
- Sol de medianoche, 2013, Eurisaces.

## Premios y reconocimientos

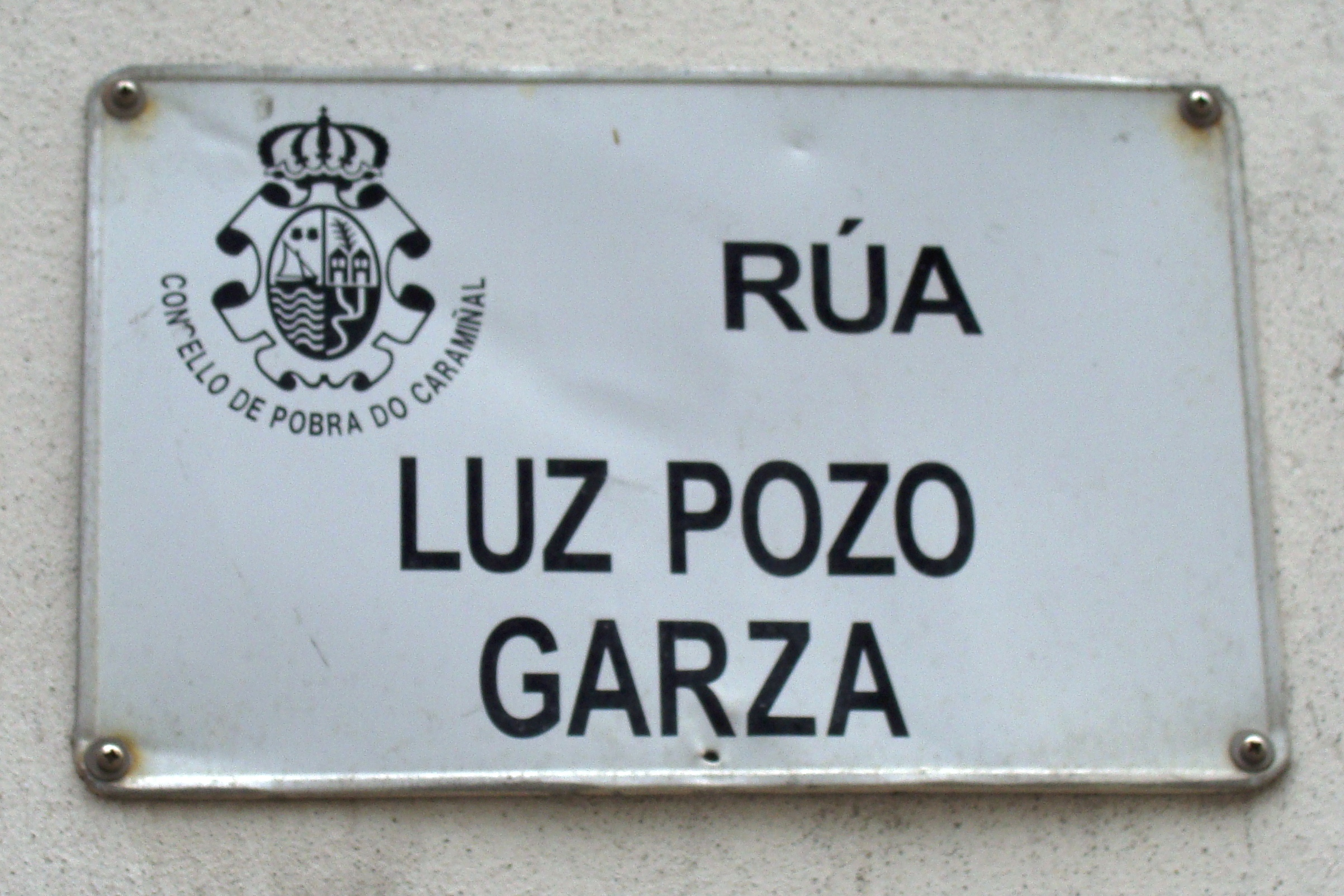
Calle dedicada en A Pobra do Caramiñal.

- Fue premiada en la VII Festa da Cantiga por el poema "Noticia dende a Cruña a un amigo foraño" (Flor Natural) en 1974.
- Premio Tomás Barros de ensayo (1990).
- Premio a la Creación Femenina de la Consellería de Cultura (1991), por toda su trayectoria literaria.
- Premio Miguel González Garcés (1992), por Prometo la flor de loto.
- Premio Gallegos Distinguidos de Diálogos 90 (1994).
- Medalla Castellao de la Junta de Galicia (1995)
- Premio Celanova Casa de los Poetas (2001).
- Premio Mujer Galicia. Premio a la participación artístico-cultural de la mujer 2002.
- Premio de la Crítica de poesía gallega (2009), por Detener el día con una flor.
- Premio Letras de Bretagne (2007), del Real Coro Toxos e Froles.
- Premio Cultura Gallega de las Letras de la Junta de Galicia (2013).
- Premio Laxeiro (2014).
- Premio Trasalba de la Fundación Otero Pedrayo (2019).[4]

En el 2001 fue nominada socia de honor de la Asociación de Escritores en Lengua Gallega (letra Y). Seguidamente, se celebró con ella en Ribadeo, el «Homenaje a la escritora en su tierra» clavando un monolito con un poema que seleccionó del libro Vida secreta de Rosalía. Ese mismo año, Ribadeo le dedicó una calle. Así mismo, tiene dedicadas calles en los ayuntamientos de Culleredo (en el Burgo) y en el de la La Coruña.
En 2007, la Asociación de Escritores en Lengua Gallega (AELG) acordó, en la asamblea anual celebrada en el Museo del Pueblo Gallego, proponer a la Academia Sueca a Xosé Luis Méndez Ferrín, como candidata al Premio Nobel de Literatura, siendo la primera mujer gallega nominado para un Premio Nobel.
En 2017, con motivo de su 95 cumpleaños, la RAG le rindió homenaje. En el evento, diez poetas de distintas generaciones recitaron versos escritos por él. La selección fue recogida en el folleto Un pozo de luz.
En 2018 le dieron su nombre a la Escuela de Idiomas de Vivero y esta localidad la nombró hija adoptiva.
El 18 de enero de 2020 fue nombrada hija predilecta de Ribadeo, a propuesta de la concejal de Cultura, Pilar Otero Cabarcos.